# Model sheet

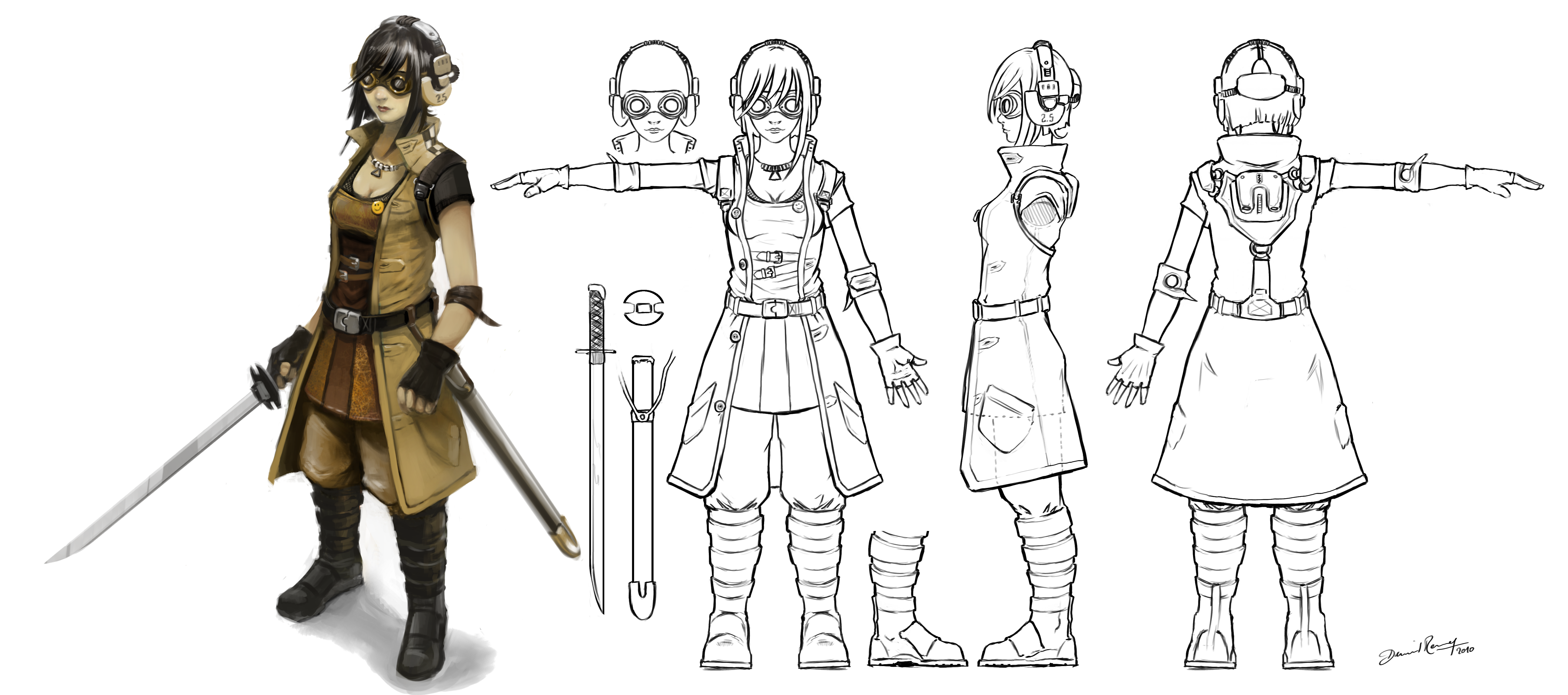
Exemplo de model sheet

Nas animações, vídeo games e histórias em quadrinhos, Model sheet, ficha modelo,
estudo de personagem ou simplesmente um estudo, é um documento usado para ajudar a padronizar a aparência, roupas, etc, de modo a enfatizar gestos e atitudes de um personagem animado. Um personagem que não esteja desenhado de acordo com modelo padronizado da produção é conhecido como off-model. No mercado japonês, o termo usado é settei (設定).

Model sheets geralmente não são de domínio público, o direitos autorais são de propriedade do estúdio ou do criador. Existem vários model sheets disponíveis na internet, porém, muitos estúdios exigiram que fossem retirado.
Embora model sheets sejam originalmente destinados para artistas que trabalham para os estúdios que possuem os personagens para os quais são desenvolvidos, outros artistas, tais como aqueles que criam fanarts. Além disso, os pais muitas vezes baixam model sheets para serem usados como livros para  colorir gratuitos para os seus filhos.